# Somes Sound
Somes Sound est un long bras de mer entrant profondément dans l'île des Monts Déserts, dans l'État du Maine. Long d'une dizaine de kilomètres, il la divise presque en deux. Sa profondeur maximale est de 50 m environ.
Les ports de Southwest Harbor et Northeast Harbor sont situés à l'embouchure de Somes Sound.